# صوى
صُّوَى “جمع صوة”وهي ركم من الحجارة فوق بعضها لبعض، ترتفع عن الأرض، وكانت تنصب على طريق المسافرون قديمًا كعلامة يستدلون بها. تختلف أحجامها حسب المتوفر من الحجارة. يوضع بجانبها دلالات ورموز للمسافر ترشده إلى مورد الماء مثلًا. ذكرت في حديث أبو هريرة عن الرسول محمد: «إن للإسلام صوىً ومنارًا كمنار الطريق». توجد بقايا الصُّوَى حتى الآن في عدد من مناطق السعودية، كالرياض والجوف والمنطقة الشرقية، ومنطقة مكة المكرمة وحائل. وتكثر في الصحاري وعلى الجبال، وفي طرق السفر، كونها عرفت عند العرب من قبل الإسلام، كدلالات لطريق المسافر. 